# Barisal
Barisal (ben. বরিশাল Bārisāl) – miasto w południowej części Bangladeszu na Nizinie Hindustańskiej, w delcie Gangesu i Brahmaputry, w pobliżu ujścia Biszkhali (odnoga delty) do Zatoki Bengalskiej. Ośrodek administracyjny prowincji Barisal. Port śródlądowy, niewielki port handlowy i rybacki, ośrodek handlu ryżem, jutą i betelem, przemysł drzewny i spożywczy, łuszczarnie ryżu, olejarnie, fabryka zapałek.